# Espadilla (náutica)
En náutica, la espadilla puede referirse a un remo o al sustituto de un timón.

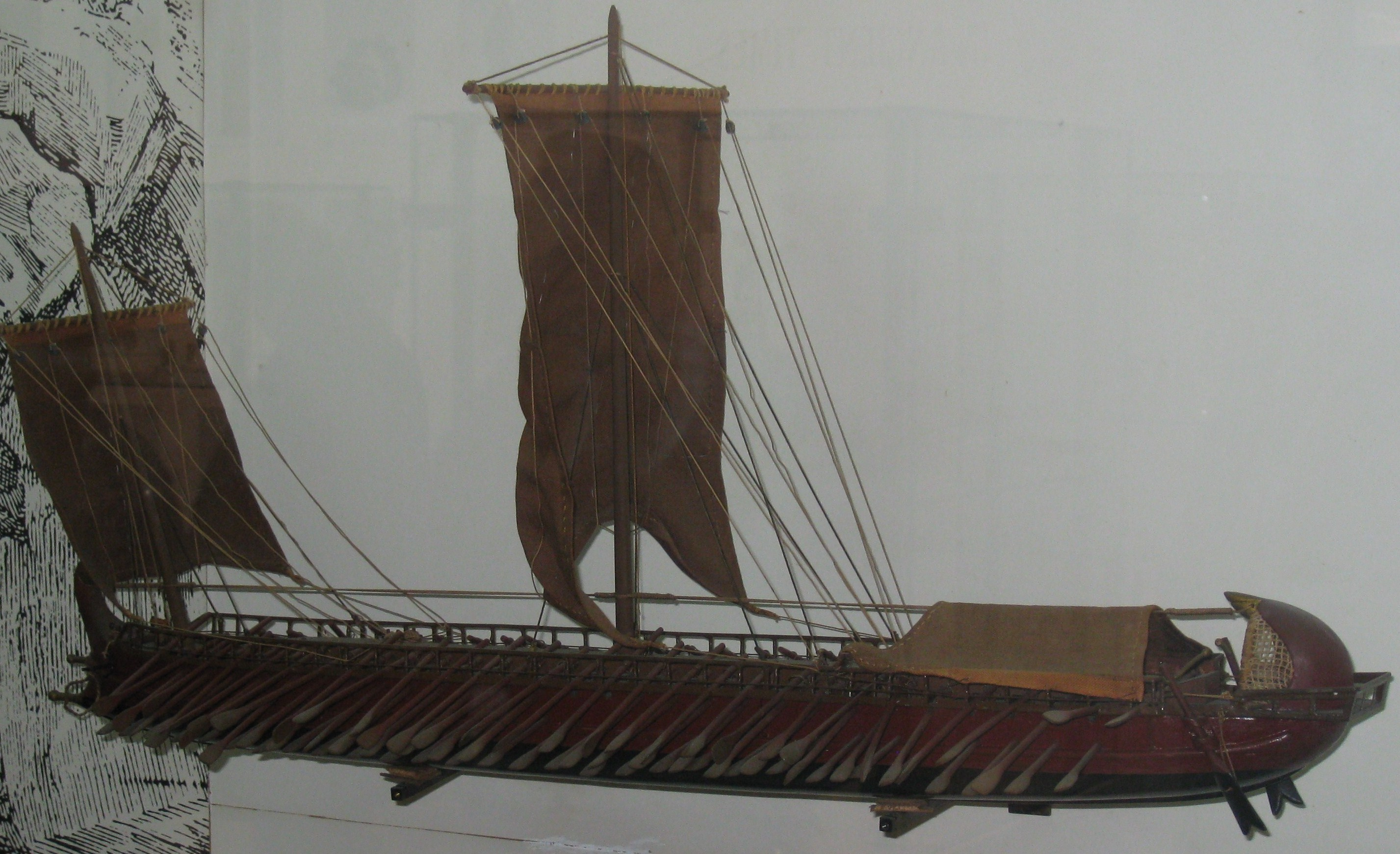
Modelo reducido de un trirreme ateniense del antes de Cristo. Dispuestos en popa pueden observarse dos timones de espadilla, uno a babor y otro a estribor.

## Remo
Es el remo que según en la posición en que se coloca hace funciones de timón en las embarcaciones menores, como botes, etc.

## Timón
Timón provisional, que cuando se pierde el principal del buque se forma con una de las vergas.

## Tipos
Tales, son a grandes rasgos, las espadillas utilizadas como elementos provisionales de gobierno de un barco, descritas en los siguientes apartados. 
Charles Joseph Dumas-Vence y otros manejaron sus barcos con ellas al perder sus timones en alta mar. Otros, como Richard Pakenham construyeron timones con los elemento de a bordo. 
A partir de la construcción de barcos de metal, las pérdidas de timón son infrecuentes. Si el barco lleva dos hélices gemelas para su propulsión, la pérdida desde el punto de vista del gobierno de la nave, es sin gran importancia, ya que con las hélices movidas una con respecto a otra con distintas velocidades o velocidades contrarias, se puede dirigir la proa en la dirección que se desee.

### Espadilla constituida con una verga
Consiste, por ejemplo, en una verga de gavia lastrada en una de sus extremidades y sujeta por la otra al coronamiento del barco, de tal modo que puede girar de babor a estribor y viceversa. Esta verga sostenida por una estacha que se hace firme en su parte media y que se amadrina y liga hasta su extremidad anterior, y por un cabo que, desde la cabeza del macho de mesana viene a amarrarse en la posterior. Es orientada más o menos oblicuamente respecto al plano diametral, en el que queda contenida en su posición corriente, por medio de otros dos cabos que, amarrándose en ella, pasan por las cajeras de dos motones arraigados en los extremos de una verga atravesada en la toldilla y que sobresale de los costados igualmente por ambas bandas. Al entrar de uno de esos improvisados guardines y filar del otro, la verga se inclina hacia el lado del primero, y la resistencia que el agua ofrece a su movimiento crea una fuerza que produce el mismo efecto que la pala del timón girada hacia la misma banda. La parte más delicada del guarnimiento de esta espadilla es su unión al barco en el extremo que por así decirlo queda articulada.

### Espadilla constituida con dos vergas pequeñas
Fue empleada por el capitán John P. Roberts, tal vez el primero que la usó. 
Está formada del modo siguiente:
 
se amarran por sus puntos medios dos vergas a los extremos de una estacha, y sujetando esta promediada sobre la proa se deja que las vergas floten remolcadas una por una banda y otra por la otra, a una distancia de la popa aproximadamente igual a la mitad de la eslora del barco.
En uno de los extremos de cada verga se amarra un cabo que, en dirección transversal, entra a bordo y que viene a ser como el guardín de cada banda de la espadilla. Si por ejemplo se filar del de estribor la verga de esta banda solicitada solamente por el remolque tiende a atravesarse respecto a la dirección del movimiento, y como la de babor queda en dirección de éste, la resistencia que la primera presenta es mayor que la de la segunda y el barco gira a estribor.

### Espadilla constituida con dos tinas
Se toman dos tinas o se sierra un bocoy en dos mitades y se fijan próximos al borde y fondo una serie de tirantes que en cada una se reúnen de tal manera que queden de longitudes iguales. Se atraviesa en el coronamiento de barco una larga percha, una verga de gavia, por ejemplo, que sobresalga igualmente por ambos costados y en cada extremo se hace firme un cabo de una longitud próxima a la semieslora del buque. En los extremos libres de estos cabos se amarran las tinas mediante los perigallos de araña formados. Quedan así remolcadas a cierta distancia de la popa una por cada banda.
Si se agrega a cada tina un cabo o guardín que, partiendo del tambor de la rueda del timón, retorne sobre una polea cosida en el extremo de la verga y vaya a amarrarse a la tina, para que al cobrar de él preste ésta su concavidad en el sentido de la marcha. La espadilla queda formada, pues bastará girar la citada rueda para que, si los cabos se arrollan en ella en sentido inverso, uno se cobre y se file del otro, haciendo el primero que la tina que él maniobra gire, presente su concavidad al agua, sobre la cual es arrastrada, y cree una resistencia que al no ser equilibrada por la de la otra banda, cuyo flojo guardín permite caminar sin volverse da lugar a un momento de evolución del buque.